# 九節木頂冠節蜱
九節木頂冠節蜱（学名：Tegolophus rubrae）为節蜱科頂冠節蜱屬下的一个种。